# Xã White Swan, Quận Charles Mix, Nam Dakota
Xã White Swan (tiếng Anh: White Swan Township) là một xã thuộc quận Charles Mix, tiểu bang Nam Dakota, Hoa Kỳ. Năm 2010, dân số của xã này là 681 người.